# Olympische Sommerspiele 1988/Teilnehmer (Bahamas)
| Gelbes Symbol für Goldmedaillen mit stilisierten Olympischen Ringen | Graues Symbol für Silbermedaillen mit stilisierten Olympischen Ringen | Braundes Symbol für Bronzemedaillen mit stilisierten Olympischen Ringen |
| ------------------------------------------------------------------- | --------------------------------------------------------------------- | ----------------------------------------------------------------------- |
| —                                                                   | —                                                                     | —                                                                       |

Die Bahamas nahm an den Olympischen Sommerspielen 1988 in Seoul, Südkorea, mit einer Delegation von 16 Sportlern (12 Männer und vier Frauen) teil.

## Teilnehmer nach Sportarten

### Boxen
- Andre Seymour
Federgewicht: 9. Platz

### Leichtathletik
- Fabian Whymns
100 Meter: Vorläufe

- Derrick Knowles
110 Meter Hürden: Vorläufe

- Troy Kemp
Hochsprung: 20. Platz in der Qualifikation

- Steve Hanna
Weitsprung: 24. Platz in der Qualifikation

- Norbert Elliott
Dreisprung: 10. Platz

- Patterson Johnson
Dreisprung: 20. Platz in der Qualifikation

- Frank Rutherford
Dreisprung: 26. Platz in der Qualifikation

- Brad Cooper
Diskuswurf: 16. Platz in der Qualifikation

- Pauline Davis-Thompson
Frauen, 100 Meter: Halbfinale
Frauen, 200 Meter: Halbfinale

- Shonel Ferguson
Frauen, Weitsprung: 18. Platz in der Qualifikation

- Laverne Eve
Frauen, Speerwurf: 16. Platz in der Qualifikation

### Schwimmen
- Garvin Ferguson
50 Meter Freistil: 32. Platz
100 Meter Freistil: 48. Platz

### Segeln
- Durward Knowles
Star: 19. Platz

- Steven Kelly
Star: 19. Platz

### Wasserspringen
- Lori Roberts
Frauen, Kunstspringen: 27. Platz in der Qualifikation